# Bucculatrix frangutella
Bucculatrix frangutella – gatunek motyli z podrzędu Glossata i rodziny czuprzykowatych.
Imago i larwa żerują na liściach roślin z rodziny szkałakowatych (Rhamnaceae): na szakłaku (Rhamnus) i kruszynie (Frangula). Postać dorosła podczas żerowania tworzy minę w postaci wąskiego i gęsto spiralnie zwiniętego korytarza, prawie w całości wypełnionego purpurową, brązową masą. Ostatnie 1 do 2 cm korytarza są prawie proste. W tym miejscu postać dorosła opuszcza minę, a larwy dalej żyją swobodnie na liściu, podczas żerowania tworząc na liściu dziury. Pusta komora larwalna jest wyraźnie smukła. Złożone w samym środku spirali jajo znajduje się na dolnym boku liścia, podobnie jak wyjście z miny. Zimuje poczwarka w szaro-brązowym, wrzecionowatym, mocno prążkowanym kokonie.
Na niektórych krzewach szakłaku pospolitego (Rhamnus catharticus) miny Bucculatrix frangutella otoczone są niezwykle dużymi, przyciemnionymi plamami.
Występuje w całej Europie, z wyjątkiem Półwyspu Bałkańskiego.

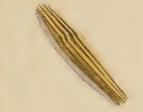
Kokon poczwarki
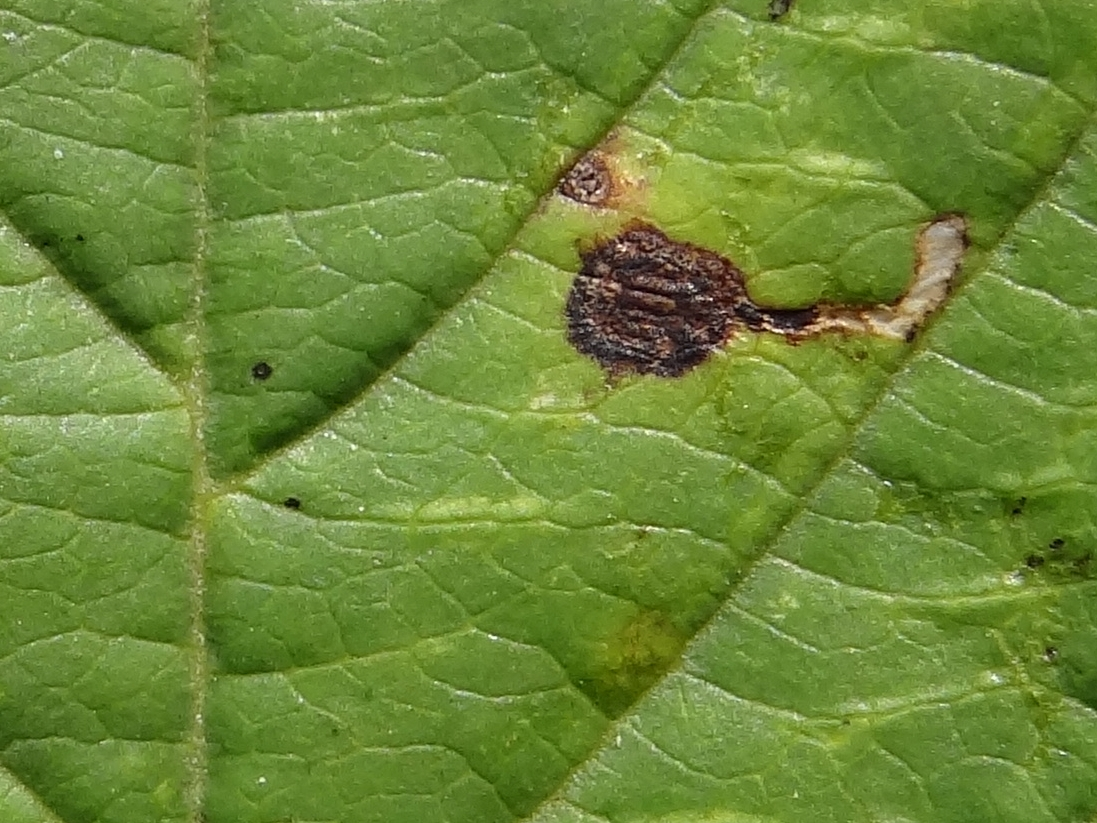
Pojedyncza mina na liściu kruszyny pospolitej
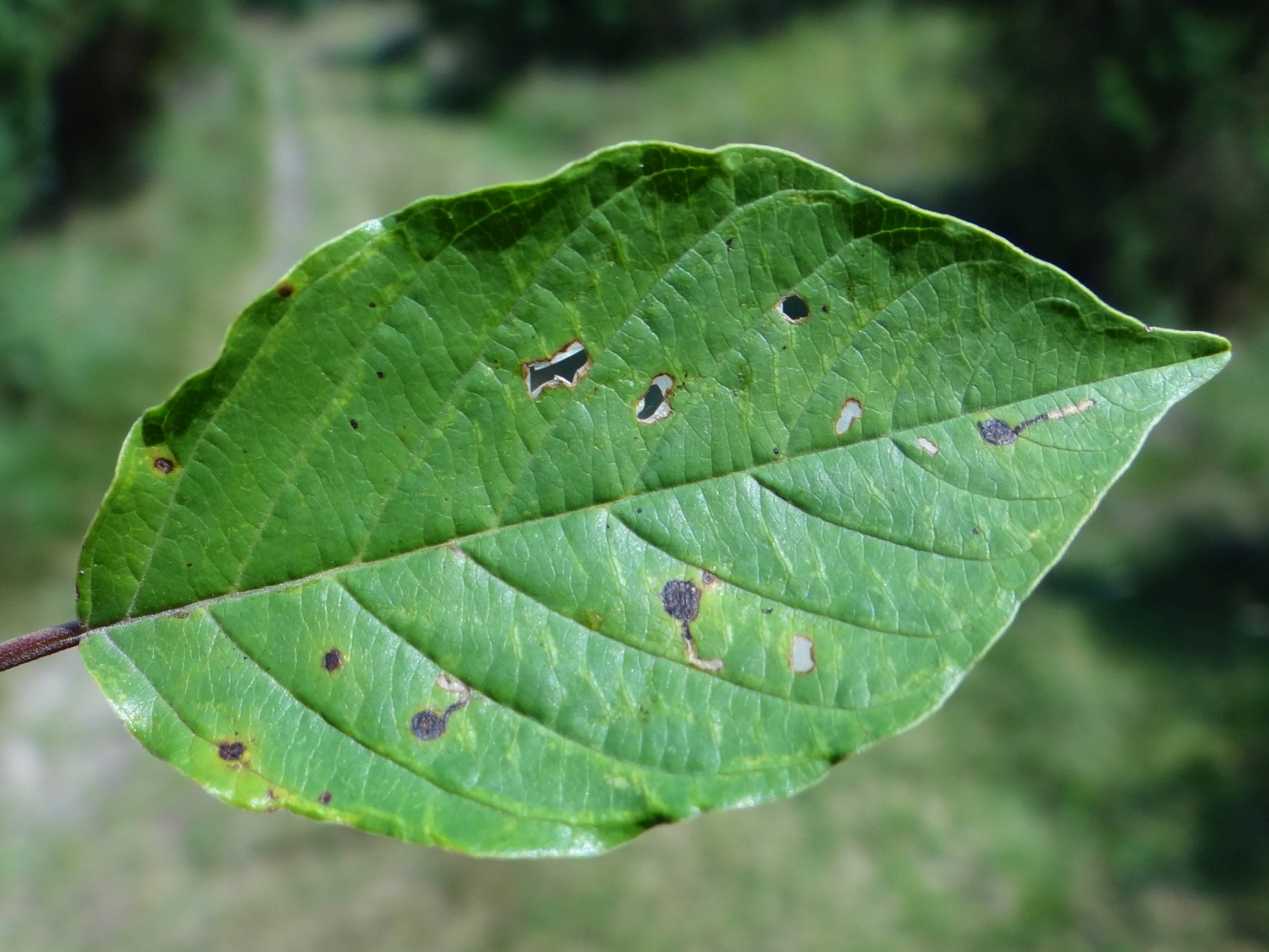
Liść kruszyny z minami
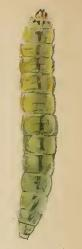
Larwa